# Esgrima colonial
Esgrima colonial es un sistema de combate que antiguamente se practicaba en las guerras durante la época colonial, principalmente en Hispanoamérica. Hoy en día se practica y se lo recuerda en México, esto se lo puede ver en telenovelas y películas, relacionados de aquella época.